# Casino Santaneco
El Casino Santaneco es un club social ubicado en el Centro Histórico de la ciudad salvadoreña de Santa Ana, cuyo edificio fue construido en 1896. Sus instalaciones son usadas para fiestas, congresos, seminarios y eventos sociales.

## Historia
En 1896 Domingo Díaz quien concibió la idea de crear el club, fundando junto a sus amigos la sociedad privada denominada "La Casa del Amigo" en ese mismo año. Su construcción fue idea del santaneco Santiago Díaz y fue construido en 1896, siendo Emilio Belismelis el primer presidente de la primera junta directiva que administró el Casino Santaneco.
Posteriormente, se deciden modernizar en 1949 las instalaciones o áreas del Casino Santaneco fueron, el proyecto de la remodelación estuvo a cargo del arquitecto Armando Sol, el cual las diseñó el nuevo edificio de estilo Barroco muy similar a la arquitectura de Antigua Guatemala.